# Рудольф Вієст
Рудольф Вієст (словац. Rudolf Viest, *24 вересня 1890 року, Ревуца — †1945, Флоссенбург) — чехословацький військовий діяч словацького походження, дивізійний генерал (посмертно отримав чин генерала армії). Відомий як міністр оборони чехословацького уряду у вигнанні (1940—1944) та військовий керівник Словацького національного повстання 1944 року.

## Військова кар'єра
По завершенні Вищого промислового училища у Будапешті в 1911 році пішов добровольцем на однорічну службу до австро-угорської армії. З початком Першої Світової війни у 1914 році був мобілізованим та направленим на фронт як командир взводу. Потрапив у полон під час боїв біля Кракова. Згодом брав участь у формуванні Чехословацьких легіонів з числа чеських та словацьких полонених.
1920 року повернувся вже до незалежної Чехословаччини та невдовзі отримав чин офіцера чехословацької армії. Служив у генеральному штабі, а також на дипломатичній службі. 1933 року отримав чин бригадного генерала, а у 1938 — дивізійного генерала (аналог чина генерал-лейтенанта). Був єдиним генералом словацького походження протягом усієї історії армії так званої Першої Чехословацької республіки (1918—1938).
Був супротивником автономії Словаччини, а напередодні проголошення незалежної Словацької республіки у березні 1939 року, разом з іншими колишніми чехословацькими легіонерами, направив до словацького парламенту меморандум, у якому висловлювався протест проти розколу Чехословаччини. Після відокремлення Словаччини, встановлення в ній пронімецького маріонеткового режиму Йозефа Тисо та окупації Чехії німецькими військами виїхав до Парижа, де приєднався до чехословацького уряду у вигнанні. З січня 1940 року командував 1-ю чехословацькою дивізією у Франції, а після окупації країни Німеччиною перебрався до Великої Британії.

## Словацьке національне повстання
Наприкінці серпня 1944 року, у відповідь на звернення по допомогу від уряду Тисо, для боротьби з партизанським рухом, що значно активізувався у Словаччині, на територію країни увійшли армійські та поліційні підрозділи німецького війська. Це спровокувало початок Словацького національного повстання, підготовка до якого велася внутрішніми опозиційними силами за підтримки уряду Чехословаччини у вигнанні та Радянського Союзу.
Повсталі словацькі військові частини отримали назву Перша чехословацька армія у Словаччині, що підкреслювало мету збройної боротьби — відновлення об'єднаної незалежної Чехословаччини, командувачем армії був призначений полковник словацької армії Ян Голіан. У цей час Вієст перебував у Москві у складі делегації чехословацького уряду. 7 жовтня він прибув з СРСР до словацького міста Банська Бистриця, що було центром повстання, та змінив Яна Голіана, прийнявши на себе командування військами повстанців. Наприкінці жовтня повстання було фактично придушене німецькими військовими частинами і Вієст віддав наказ залишкам повстанців відходити в гори та продовжувати партизанську війну.
3 листопада 1944 обидва військові керівники повстання, Вієст та Ян Голіан, були схоплені та доправлені до Братислави, а згодом до Берліна, де їх було засуджено до страти. Страчені у 1945 році у концентраційному таборі Флоссенбург.